# هنري هايغ
هنري هايغ (بالإنجليزية: Henry Haig)‏ هو فنان زجاج ‏ بريطاني، ولد في 1930 في هامبستاد في المملكة المتحدة، وتوفي في 6 ديسمبر 2007 في يوفيل في المملكة المتحدة.